# Камирный, Василий Игнатьевич
Василий Игнатьевич Камирный (9 сентября 1923 год, село Верхний Каргат — 18 ноября 2004 год) — железнодорожник, старший машинист паровозного депо Гребёнка Южной железной дороги, Украинская ССР. Герой Социалистического Труда (1959).

## Биография
Родился 9 сентября 1923 года в сибирской крестьянской украинской семье в селе Верхний Каргат Новониколаевской губернии (сегодня — город Каргат Новосибирской области). В 1938 году окончил семилетнюю школу в родном селе, потом — Барабинскую школу фабрично-заводского обучения.
До начала Великой Отечественной войны работал в Казахской ССР, на Алтае, а также в родной Новосибирской области. После начала войны, Здвинским РВК 10.08.1941 года был призван в РККА и направлен в Барнаульское военное училище миномётчиков. По окончании командирских курсов военного училища был направлен служить в Южно-Уральском военном округе. С 1942 года воевал в действующей армии — командиром батареи 120 мм миномётов, начальником разведки артиллерийского полка 340-й стрелковой дивизии.
В июне 1942 года часть, в которой служил В.И. Камирный, была временно включена в состав 5-й танковой армии Брянского фронта и участвовала в сражениях Воронежско-Ворошиловградской оборонительной операции. С 1 октября 1942 по 1 ноября 1943 года полк, где служил В.И. Камирный, воевал в составе армий Воронежского фронта. С ноября 1943 по ноябрь 1944 — в составе 1-го Украинского фронта. С декабря 1944 по май 1945 — в составе 4-го Украинского фронта. Как фронтовик-окопник участвовал в Курской битве, в сражениях за Воронеж, Харьков, Белгород, Чернигов, Полтаву, Киев, Львов, в битве за Карпаты, в боях на территории хортистско-фашистской Венгрии, в сражениях Моравско-Остравской стратегической наступательной операции в мае 1945 года в Чехословакии. Войну закончил в Праге.
За участие в битве по форсированию Днепр и началу освобождения Правобережной Украины (1943) был награждён фронтовым орденом Красной Звезды. Первым, кто его поздравил с наградой, был командир чехословацкого корпуса Людвиг Свобода, воевавшего на этом же участке фронта.
Второй орден фронтовик получил за отличие при штурме Будапешта (апрель 1945).
После демобилизации в 1946 году, по направлению парторганизации, стал работать по восстановлению разрушенного народного хозяйства на территории Украинской ССР. Работал паровозным кочегаром, помощником машиниста в паровозном депо станции Гребёнка Южной железной дороги (Украинская ССР).
В 1949 году окончил Лубенскую школу машинистов, после чего работал машинистом тяжеловозов.
В 1959 году указом Президиума Верховного Совета СССР от 1 августа 1959 года удостоен звания Героя Социалистического Труда «за выдающиеся успехи, достигнутые в деле развития железнодорожного транспорта».
С 1966 года работал машинистом-инструктором локомотивного депо Гребёнка. В 1971 году окончил Кременчугский техникум железнодорожного транспорта. Ежегодно перевыполнял план по перевозке грузов. По состоянию на 1 января 1976 года перевёз 4393 тяжёловесных составов при плане 3432 составов.
Избирался делегатом XXI—XXIV съездов Коммунистической партии Украинской ССР (КПУ).
В 1978 году вышел на пенсию. Некоторое время продолжал помогать родному депо — работал слесарем по ремонту топливной аппаратуры.

## Награды
Награды СССР
- золотая медаль «Серп и Молот» Героя Социалистического Труда (01.08.1959)
- орден Ленина (01.08.1959)
- орден Отечественной войны I степени (11.03.1985)
- орден Красной Звезды (23.10.1943)
- орден Красной Звезды (18.05.1945)
- медаль «За доблестный труд. В ознаменование 100-летия со дня рождения Владимира Ильича Ленина» (1970)
- медаль «За победу над Германией в Великой Отечественной войне 1941—1945 гг.» (1945)
- медаль «За взятие Будапешта» (1945)
- медаль «За освобождение Праги» (1945)
- медаль «За трудовое отличие» (1955)
- медаль «Двадцать лет Победы в Великой Отечественной войне 1941—1945 гг.» (1965)
- нагрудный ветеранский знак-медаль «25 лет Победы в Великой Отечественной войне» (1970)
- юбилейная медаль «Тридцать лет Победы в Великой Отечественной войне 1941—1945 гг.» (1975)
- юбилейная медаль «Сорок лет Победы в Великой Отечественной войне 1941—1945 гг.» (1985)
- юбилейная медаль «50 лет Победы в Великой Отечественной войне 1941—1945 гг.» (1995)
- юбилейная медаль «60 лет Вооружённых Сил СССР» (1978)
- юбилейная медаль «70 лет Вооружённых Сил СССР» (1988)
- медаль «Ветеран труда (СССР)» (1983)
- медаль «В память 1500-летия Киева» (1982)

Награды Украины
- памятный нагрудный почётный знак «50 лет освобождения Украины» (1994)
- юбилейная медаль «Защитнику Отчизны» (1999)
- юбилейная медаль «60 лет освобождения Украины от фашистских захватчиков» (2004)